# Tehri Garhwal
Tehri Garhwal var en vasallstat i Brittiska Indien. Nu är området ett distrikt i delstaten Uttarakhand.